# Крисанов Антон Ігорович
Антон Ігорович Крисанов (рос. Антон Игоревич Крысанов; 25 березня 1987, м. Тольятті, СРСР) — російський хокеїст, центральний нападник. Виступає за «Амур» (Хабаровськ)  у Континентальній хокейній лізі.
Вихованець хокейної школи «Лада» (Тольятті). Виступав за «Лада-2» (Тольятті), «Лада» (Тольятті), «Динамо» (Москва), «Нафтохімік» (Нижньокамськ), «Югра» (Ханти-Мансійськ), «Автомобіліст» (Єкатеринбург), «Липецьк».
У складі молодіжної збірної Росії учасник чемпіонату світу 2007. У складі юніорської збірної Росії учасник чемпіонату світу 2005.
Досягнення
- Срібний призер чемпіонату Росії (2005)
- Володар Континентального кубка (2006)
- Срібний призер молодіжного чемпіонату світу (2007)